# Karak (Pakistan)
Karak (paszto: کرك, urdu: کرک) – miasto w Pakistanie, w prowincji Chajber Pasztunchwa. W 1998 roku liczyło 27 893 mieszkańców.